# Attentatet i Fort Hood
Attentatet i Fort Hood inträffade den 5 november 2009, i Fort Hood, Killeen, Texas. Det är den största amerikanska militärbasen i världen. En beväpnad man öppnade eld i Soldier Readiness Center och dödade 13 människor och skadade 30 andra. 
Skytten var Nidal Malik Hasan, en major i USA:s armé som tjänstgjorde som psykiater. Han sköts fyra gånger av en kvinnlig civil polis, Kimberly Munley och skadades allvarligt. Efter attentatet fördes Hasan till sjukhus i respirator, under hård bevakning. Hasan, en muslim född i USA hade radikaliserats under sin tid i militären och utförde attacken som ett jihad mot USA för deras krig i Irak. 
För attentatet blev Hasan dömd till döden i augusti 2013, han sitter för närvarande på militärfängelset Leavenworth i väntan på avrättning. 

## Dödsfall
Namnen på de som hittills är klara dödsfall är:
| Rang        | Namn                 | Ålder | Hemstad                  |
| ----------- | -------------------- | ----- | ------------------------ |
| Civilist    | Michael Grant Cahill | 62    | Spokane, Washington      |
| Major (USA) | L. Eduardo Caraveo   | 52    | Woodbridge, Virginia     |
| Staff Sgt.  | Justin M. DeCrow     | 32    | Plymouth, Indiana        |
| Kapten      | John Gaffaney        | 56    | Serra Mesa, Kalifornien  |
| SPC         | Jason Dean Hunt      | 22    | Tipton, Oklahoma         |
| SGT         | Amy Krueger          | 29    | Kiel, Wisconsin          |
| PFC         | Aaron Thomas Nemelka | 19    | West Jordan, Utah        |
| PFC         | Michael Pearson      | 21    | Bolingbrook, Illinois    |
| Civilist    | Russell Seager       | 51    | Racine, Wisconsin        |
| PFC         | Francheska Velez     | 21    | Chicago, Illinois ‡      |
| Military PA | Juanita Warman       | 55    | Pittsburgh, Pennsylvania |
| PFC         | Kham Xiong           | 23    | St. Paul, Minnesota      |

‡ Francheska Velez var gravid i tredje månaden.

## Skadade
Namnen på de som skadades, men inte dödades är hittills:
- Amber Bahr, 19, Random Lake, Wisconsin
- Alan Carroll, 20, Bridgewater, New Jersey
- U.S. Army Reserve Dorothy "Dorrie" Carskadon, Rockford, Illinois
- Staff Sgt. Joy Clark, 27, Des Moines, Iowa
- Spc. Matthew Cook, 30, Binghamton, New York
- Staff Sgt. Chad Davis, Eufaula, Alabama
- Pvt. Joey Foster, 21, Ogden, Utah
- Cpl. Nathan Hewitt, 26, West Lafayette, Indiana
- Justin Johnson, 21, Punta Gorda, Florida
- Staff Sgt. Alonzo Lunsford, Richmond County, North Carolina
- Shawn Manning, 33, Redmond, Oregon
- Army 2nd Lt. Brandy Mason, 32, Monessen, Pennsylvania
- Reserve Spc. Grant Moxon, 23, Lodi, Wisconsin
- Sgt. Kimberly Munley, 34, Killeen, Texas ‡
- Warrant Officer Christopher Royal, Elmore County, Alabama
- Maj. Randy Royer, Dothan, Alabama
- Pvt. Raymondo "Ray" Saucedo, 26, Greenville, Michigan
- George Stratton III, 18, Post Falls, Idaho
- Keara Bono Torkelson, 21, Otsego, Minnesota
- Patrick Zeigler, 28, Orange County, Florida

‡ Den civilpolis som krediterades äran för att ha skjutit den misstänkte